# Wilhelm Lueg (Jurist)
Wilhelm Lueg (* 8. März 1880 in Unna; † 19. Oktober 1956 in Berlin) war ein deutscher Jurist und Kolonial- und Ministerialbeamter.

## Leben
Lueg war Sohn des Justizrats Lueg. Er studierte an der Philipps-Universität Marburg Rechtswissenschaft und wurde am 19. Januar 1901 im Corps Teutonia zu Marburg recipiert. Er wechselte an die Albert-Ludwigs-Universität Freiburg und schloss sich im selben Jahr auch dem befreundeten Corps Rhenania Freiburg an. Als geklammerter Consenior inaktiviert, ging er an die Königliche Universität zu Greifswald und die Friedrich-Wilhelms-Universität zu Berlin. Er bestand 1903 das Referendarexamen und wurde 1904 an der Ruprecht-Karls-Universität Heidelberg zum Dr. iur. promoviert. Seit 1909 Assessor, trat er 1910 in den Dienst der Kolonialbehörden. 1911 kam er nach Deutsch-Ostafrika, wo er ab 1914 das Bezirksamt in Moshi leitete. 1916 geriet er in belgische Kriegsgefangenschaft. Bis 1920 war er in England und Frankreich interniert. Er kam im selben Jahr wieder in den Reichsdienst, als Regierungsrat im Reichsausgleichsamt in Berlin. 1935–1943 war er Oberregierungsrat bei der Reichsfinanzverwaltung. Verheiratet war er seit 1920 mit Antonie zur Nieden aus Münster. Der Ehe entstammt eine Tochter.